# Chien méchant
Chien méchant (dont le sous-titre est : mensuel de bandes dessinées politiques) est un magazine créé à l'initiative du dessinateur Luz. Il vécut le temps de 6 numéros, d'octobre 1995 à mars 1996.

## Présentation
D'une sensibilité marquée à gauche avec un esprit frondeur qu'on peut qualifier de volontiers libertaire, Chien méchant peut s'apparenter à d'autres périodiques tels que Charlie hebdo, La Grosse Bertha (journal), Le Canard enchaîné, avec lesquels il partage un grand nombre d'auteurs.

## Équipe

### Rédacteurs
- Frédéric H. Fajardie (chroniques et nouvelles)
- Olivier Cyran (une nouvelle par numéro)
- Valérie Casalta (une enquête par numéro)

### Dessinateurs
- Babet
- Berth
- Farid Boudjellal
- Carali
- Charb
- El Diablo
- Faujour
- Gaby
- Honoré
- Luz
- Marine
- Martin
- Pozinéga
- Siné
- Slim
- Tignous
- Rick Tulka

#### Dessins de couvertures
- n°1 (octobre 1995) : Luz
- n°2 (novembre 1995) : Marine
- n°3 (décembre 1995) : Faujour
- n°4 (janvier 1996) : Martin
- n°5 (février 1996) : Siné
- n°6 (mars 1996) : Tignous